# Falconi
A Falconi é uma empresa brasileira de consultoria em gestão empresarial reconhecida como líder do setor no Brasil e apontada como uma das 25 Top Consulting Firms de 2025 pela publicação americana The Consulting Report.
Fundada em 1984 pelo professor Vicente Falconi, eleito um dos 100 executivos com melhor reputação no Brasil e uma das "21 vozes do século XXI", segundo a American Society for Quality, a Falconi tem hoje como CEO o engenheiro gaúcho Alexandre Fanfa Ribas.
Seu portfólio de clientes inclui projetos para três em cada quatro empresas entre no ranking "Melhores e Maiores", nos mais diversos segmentos, no Brasil e no exterior. Atende, ainda, grandes corporações do mercado americano a partir de sua unidade baseada em Chicago.
Desde maio de 2025 a empresa é parceira do World Economic Forum (WEF), colaborando ativamente com a comunidade New Champions.

## História
A trajetória da Falconi começa na década de 1980, na Fundação Christiano Ottoni, ligada à Universidade Federal de Minas Gerais (UFMG). Na instituição, o professor Falconi prestava consultoria visando o aumento de produtividade de empresas após ter trazidodo Japão para o Brasil o conceito de gestão da qualidade total, que se tornaria sinônimo de eficiência.
Em 1998, a consultoria deixou de ter vínculos com a UFMG, adotando em seguida o nome Instituto de Desenvolvimento Gerencial (INDG), que utilizou até outubro de 2012. Nesse ano, após mudança em sua estrutura societária, passou por um processo de rebranding conduzido pelo publicitário Nizan Guanaes, passando a se chamar Falconi Consultores de Resultado.
Vinte anos depois, com a marca simplificada para Falconi, o comando da empresa passou à engenheira Viviane Martins, que entrara como trainee na consultoria quase duas décadas antes. Foi o início de uma fase de expansão internacional e de ampliação de escopo e diversificação para outros negócios B2B correlatos no Brasil. 
A aceleração para o exterior culminou com a abertura, em setembro de 2022, do escritório da Falconi em Chicago. Em pouco mais de dois anos, a operação comandada pelo sócio Bernardo Miranda passou a contar com 40 profissionais, a maioria americanos. Já a ampliação de escopo, no Brasil, incluiu a criação de unidades de negócios especializadas em empresas de médio porte e no agronegócio.
As iniciativas de diversificação também aconteceram nesse período. A Falconi lançou a FRST, voltada à qualificação de profissionais, adquiriu o controle acionário da Actio, desenvolvedora de softwares de gestão, e criou a Trust CyberSecurity, hoje Vultus. Vale destacar, ainda, a parceira anunciada em outubro de 2024, juntando Falconi e Hcor para a prestação de consultoria de gestão operacional e médico-assistencial a hospitais de até 150 leitos, que respondem por 88% dos hospitais privados do País. 
Os primeiros anos da década de 2020 também foram marcados por forte advocacia em prol de iniciativas ESG, ligadas sobretudo à diversidade e inclusão. A Falconi se tornou signatária do Pacto Global da ONU, colaborando ativamente no Brasil para os Objetivos de Desenvolvimento Sustentável propostos pela entidade.
O período foi pontuado, ainda, pela contratação de executivos de mercado para suas diretorias - depois, vice-presidências - corporativas, até então exercidas por consultores. Em maio de 2021, foi contratado o CTO Breno Barros, que hoje também é colunista escrevendo sobre tecnologia e inovação em Exame. Em janeiro de 2022, foi a vez da CMO Suzane Veloso, que depois passaria, em paralelo, a escrever mensalmente em Época Negócios sobre a interseção de inovação, marca e reputação . Finalmente, em março de 2023, Renata Theil se juntou a companhia como CFO, passando depois a também ser responsável pelas áreas de Operações e Gestão de Pessoas.
Em maio de 2023, o comando passou a Alexandre Ribas, na empresa há duas décadas e também professor da PUC-RS e colunista do Valor Econômico sobre temas ligados à gestão. Com Ribas como CEO, a consultoria voltou a dar maior foco a seu negócio original. Já Viviane Martins se tornou a CEO da Falconi Capital, empresa de private equity - posição que manteve até dezembro de 2024, quando se desligou da Falconi.
O fundador da consultoria, Vicente Falconi, segue integrando o Conselho de Administração, que hoje é presidido pelo ex-executivo da Anheuser-Busch InBev e ex-presidente da cervejaria canadense Labatt Breweries Márcio Fróes. O Conselho conta ainda com André Nascimento (também CTO da MadeiraMadeira), Monica de Carvalho (também Diretora de Negócios Sênior do Google) e Silvio Morais (também conselheiro da Stone e da Fundação Zerrenner). 

## Atuação
O trabalho da Falconi nasceu da aplicação do método PDCA, sigla para Plan (planejar), Do (executar), Check (verificar) and Act (agir), em inglês. O método remete à obra Discurso sobre o método, do filósofo francês René Descartes, de 1637. No ambiente corporativo, o PDCA se tornou popular por meio do trabalho do estatístico americano William Edwards Deming que, após a Segunda Guerra Mundial, foi contratado pelo governo japonês para ajudar o país em sua reconstrução industrial. Com a aplicação das técnicas de Deming, o Japão se tornou uma potência industrial e um case histórico de produtividade.
Além do PDCA, a Falconi também inovou com a aplicação de outros princípios de administração – como o gerenciamento por diretrizes, que mais tarde se tornaria base para formação e desdobramento de metas das companhias. Entre as principais soluções oferecidas hoje pela consultoria estão as voltadas à estratégia empresarial e à excelência operacional, bem como gestão inteligente de custos e gastos.  
Atualmente, a Falconi se destaca sobretudo por sua atuação em definição estratégica, alinhamento de metas, definição de incentivos e estruturação da governança para atender às necessidades das empresas em transformação. Na frente tecnológica, na qual investiu massivamente nos últimos cinco anos, seu foco é a área de hiperautomação, que envolve o uso orquestrado de várias tecnologias, ferramentas e plataformas para garantir uma melhor gestão às organizações. 

## Mercado
Com experiência de atuação em países de quatro continentes, a Falconi tem presença em mais de 50 segmentos de mercado, tanto no setor público como no privado. No âmbito governamental, a companhia trabalhou em projetos da União e dos estados de São Paulo, Minas Gerais, Rio de Janeiro e Pernambuco, entre outros.
Ao longo de 40 anos, completados em 30 de setembro de 2024, a Falconi treinou mais de 500 mil gestores em seus cursos de formação e nos projetos desenvolvidos, além de ter realizado mais de dez mil projetos no Brasil e em mais de 40 outros países. Reúne mais de 1.000 profissionais, dos quais mais da metade na consultoria e os demais em operações como FRST, Vultus e Actio. 

## Médias Empresas
Reconhecida por sua atuação em três de cada quatro das maiores empresas brasileiras em sua trajetória de quatro décadas, a Falconi decidiu, em 2020, levar sua expertise em gestão também para as médias empresas. Para tal, criou uma unidade de negócios que atua sob marca própria. Especializada em consultoria empresarial para empresas com faturamento anual entre R$ 4,8 milhões a R$ 300 milhões, a Mid oferece soluções de gestão empresarial que combinam a experiência da Falconi, o uso de tecnologia própria e a aplicação de inteligência artificial.
Com foco na profissionalização da gestão, na estruturação de estratégias de crescimento e na execução disciplinada de planos de ação, desde sua criação a unidade já atendeu centenas de empresas brasileiras de médio porte nos mais variados setores e níveis de maturidade de gestão, do agronegócio à indústria, de tecnologia a varejo e serviços. Para tal, aplica um modelo que utiliza plataformas digitais para o acompanhamento de metas e indicadores, ampliando a escalabilidade das soluções de consultoria de gestão.